# Jiří Orten

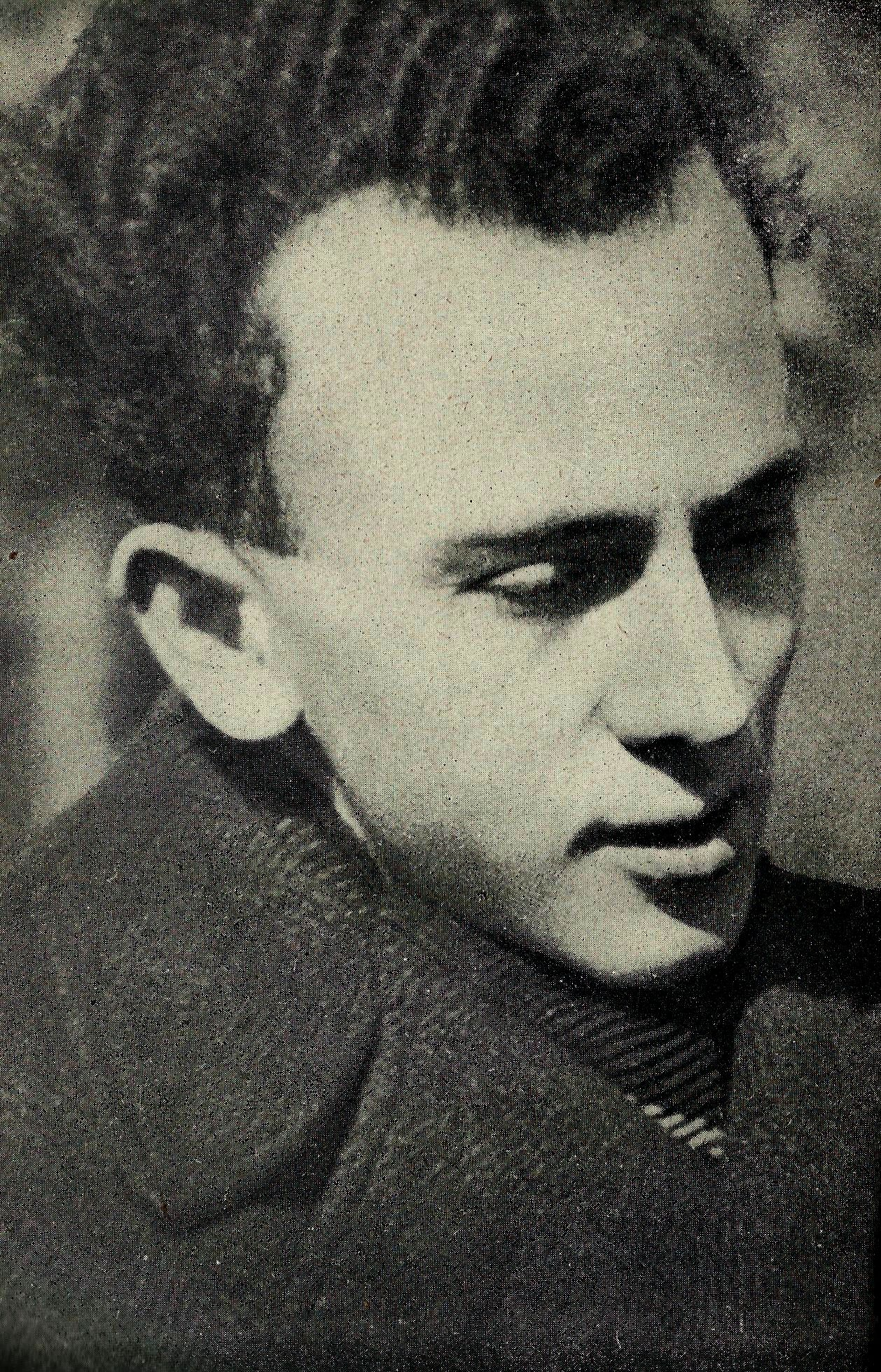
Jiří Orten

Jiří Orten (eigentlicher Name Jiří Ohrenstein; * 30. August 1919 in Kutná Hora, Tschechoslowakei; † 1. September 1941 in Prag, Protektorat Böhmen und Mähren) war ein tschechischer Dichter.

## Leben

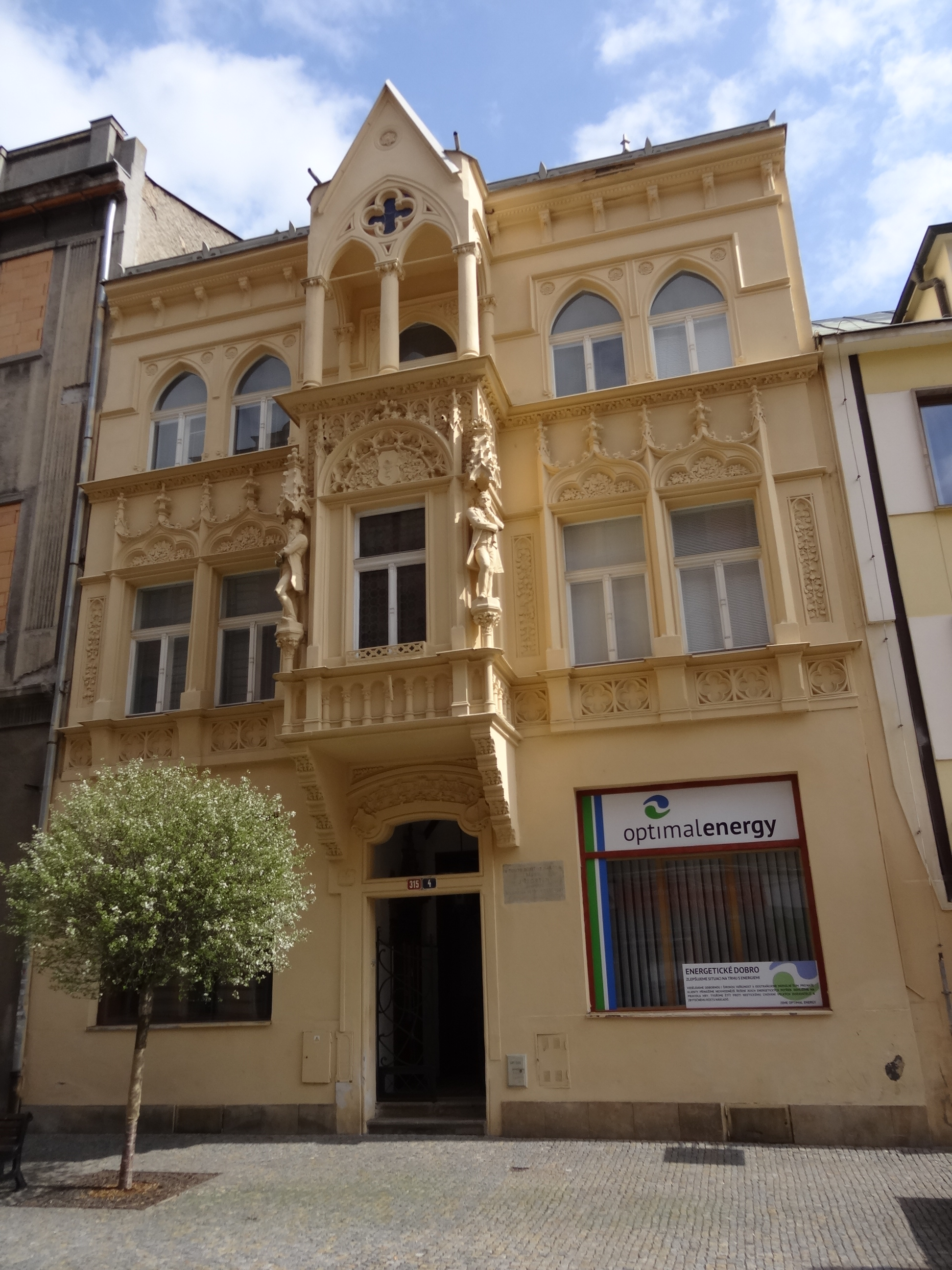
Ortens Geburtshaus in Kutná Hora

Geboren als zweites Kind eines Kaufmanns in Kutná Hora (Kuttenberg), besuchte er von 1929 bis 1936 das dortige Realgymnasium. 1936 ging er nach Prag, um ein Schauspiel-Studium aufzunehmen, wurde aber, da noch nicht volljährig, nicht auf dem Konservatorium aufgenommen. Er begann daraufhin Fremdsprachen zu studieren. Gleichzeitig arbeitete er als Archivar bei der Firma Crediton. 1937 schrieb er sich auf dem staatlichen Konservatorium in die Schauspielklasse ein. Das konnte er Studium nicht beenden, da er 1940 wegen seiner jüdischen Herkunft ausgeschlossen wurde. Er publizierte danach unter den Namen Karel Jílek und Jiří Jakub, lebte von Gelegenheitsarbeiten und beteiligte sich an der Organisation von Lesungen und des Studententheaters Divadlo mladých. Hier trat er auch als Schauspieler auf. Gemeinsam mit dem Dichter Hanuš Bonn arbeitete er in der Jüdischen Gemeinde von Prag.
An seinem 22. Geburtstag wurde er von einem deutschen Krankenwagen angefahren. Ein Freund brachte ihn in das Allgemeine Krankenhaus, das ihn abwies. Er wurde zu einem anderen Krankenhaus gebracht, wachte aber nicht mehr auf und starb zwei Tage später.

## Werk und Wirkung
Er debütierte 1936 mit Gedichten und Essays in einigen künstlerischen Zeitschriften, in denen er auch eine Zeit lang die Jugend-Seiten redigierte. Drei Jahre später erschien sein Erstlingswerk Čítanka jaro (Lesebuch Frühling) unter dem Pseudonym Karel Jílek. Unter diesem Namen publizierte er auch 1940 seine nächste Gedichtsammlung Cesta k mrazu (Der Weg zum Frost). Als Jiří Jakub veröffentlichte er 1941 das umfangreiche Gedicht Jeremiášův pláč (Jeremias Weinen) und die Sammlung Ohnice. Zwei weitere Sammlungen bereitete er für den Druck vor, ihr Erscheinen erlebte er nicht mehr: Elegie (Klagelieder) (1946) und Scestí (Irrweg) (1947). 1947 veröffentlichte der Literaturwissenschaftler Václav Černý eine Sammlung mit Ortens Werken unter dem Titel „Dílo Jiřího Ortena“.
Neben seinem poetischen Hauptwerk schuf er auch kleinere Novellen, Prosastücke und dramatische Arbeiten. Er hinterließ drei Tagebücher: Das Blaue, das Gestreifte und das Rote Buch. Darin sind alle, auch die zu Lebzeiten unveröffentlichten Gedichte Ortens erhalten.
Jiří Orten gehörte wie Kamil Bednář, Zdeněk Urbánek, Ivan Blatný, Josef Kainar oder Jiří Kolář zu der sogenannten „Kriegsgeneration“ tschechischer Literaten, deren Schaffen vom Kriegsausbruch und Besatzung beeinflusst war. Er gilt als ihr wichtigster Vertreter. Sein Werk war besonders in der unmittelbaren Nachkriegszeit populär. Nach dem Februarumsturz 1948 durfte er lange Zeit nicht mehr veröffentlichen, jedoch beeinflusste er die tschechische Poesie bis in die 1970er Jahre hinein. 
Seit 1987 werden herausragende Schriftsteller und Dichter unter 30 Jahren mit dem Jiří-Orten-Preis ausgezeichnet. Ursprünglich außerhalb staatlicher Strukturen entstanden, wird der Preis heute von der Stadt Prag und dem Verlag Mladá fronta vergeben. Zum Gedenken an den Dichter wird außerdem seit 1993 in seiner Heimatstadt jährlich das Festival Ortenova Kutná Hora veranstaltet. Damit verbunden ist ein Literaturwettbewerb für Dichter unter 22 Jahren.